# Dieupentale
Dieupentale is een gemeente in het Franse departement Tarn-et-Garonne (regio Occitanie) en telt 958 inwoners (2005). De plaats maakt deel uit van het arrondissement Montauban.

## Geografie
De oppervlakte van Dieupentale bedraagt 6,1 km², de bevolkingsdichtheid is 157,0 inwoners per km².

## Verkeer en vervoer
In de gemeente ligt spoorwegstation Dieupentale.
De onderstaande kaart toont de ligging van Dieupentale met de belangrijkste infrastructuur en aangrenzende gemeenten.

## Demografie
Onderstaande figuur toont het verloop van het inwonertal (bron: INSEE-tellingen).